# Onthophagus rugulipennis
Onthophagus rugulipennis là một loài bọ cánh cứng trong họ Bọ hung (Scarabaeidae).